# Route nationale 53 (France)
Pour les articles homonymes, voir Route nationale 53.
La route nationale 53, ou RN 53, est une ancienne route nationale française reliant, jusqu'en 2006, Thionville à Évrange. Avant les déclassements de 1972, elle possédait également un tronçon de Metz à Thionville. Elle est doublée par l'A31. Elle fait partie de la voie de la Liberté.

## Tracés

### De Thionville à Évrange
Cette route a été déclassée en 2006 en RD 653. Elle passait par les communes de :
- Thionville (km 27) ;
- Hettange-Grande (km 33) ;
- Roussy-le-Village (km 39) ;
- Évrange (km 45).

### De Metz à Thionville
Cette section a été déclassée en RD 953 à la suite de la réforme de 1972. Elle passait par les communes de :
- Metz ;
- Woippy ;
- Maizières-lès-Metz ;
- Talange ;
- Hagondange ;
- Mondelange ;
- Richemont ;
- Uckange ;
- Terville ;
- Thionville ;
- Luxembourg N 3.

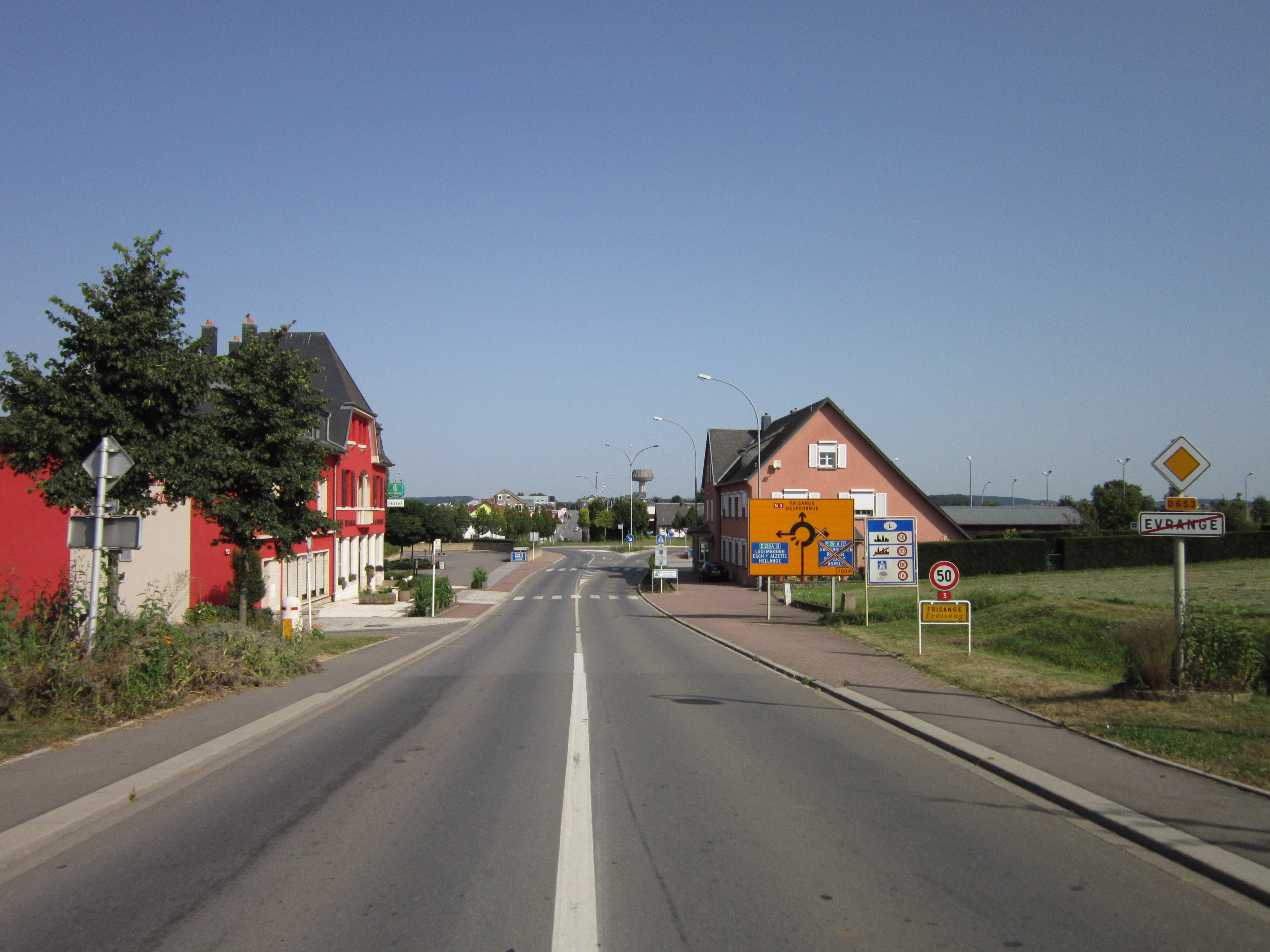
L'ex-RN 53 à la frontière luxembourgeoise.
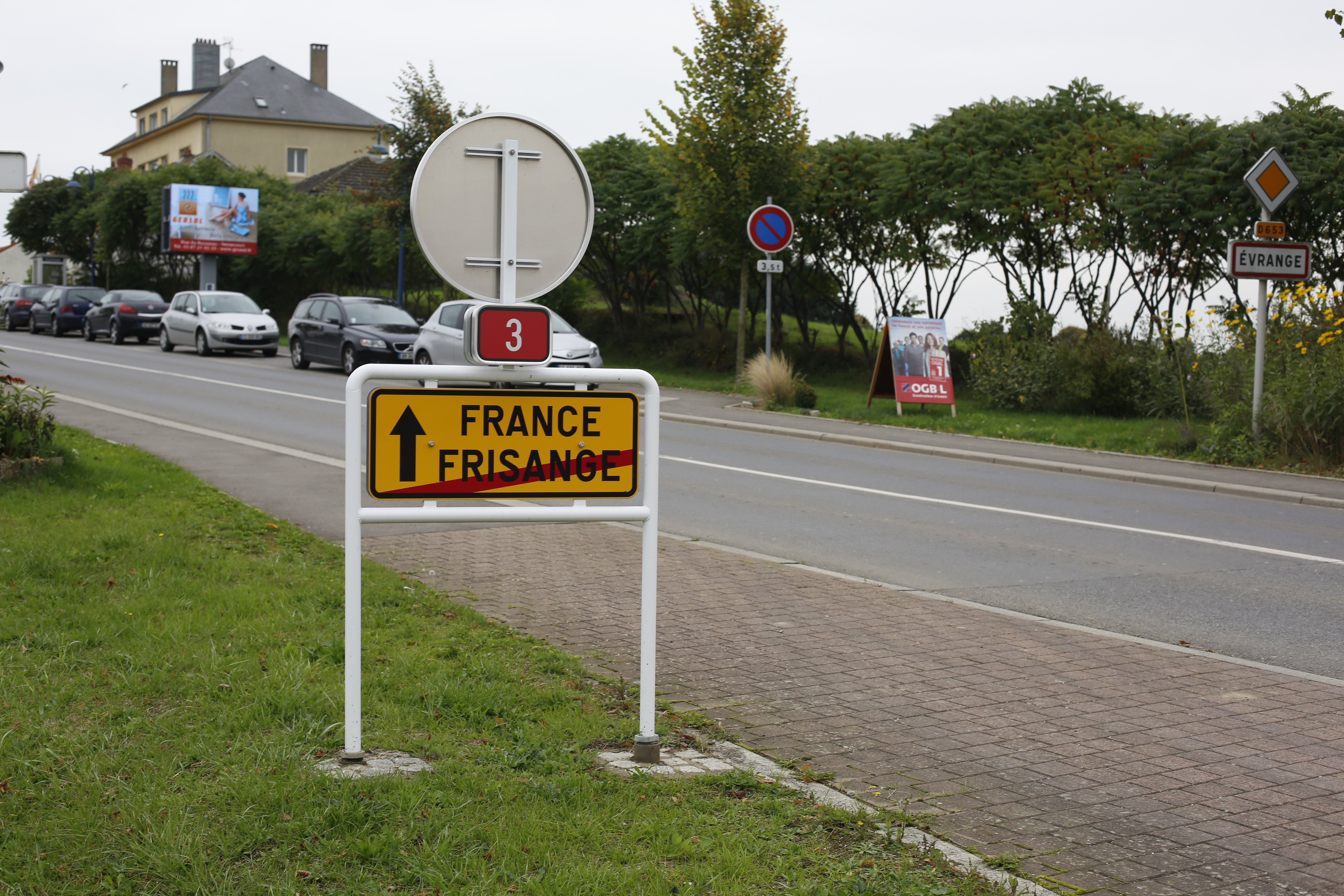
L'ex-RN 53 à la frontière luxembourgeoise.